# Los Tres Molinos
Los Tres Molinos és un edifici d'Esplugues de Llobregat protegit dins l'inventari de Béns Culturals d'Interès Local (BCIL) i que es caracteritza pels seus tres molins d'estil manxec i la seva ubicació privilegiada a l'entrada de Barcelona. Des de febrer de 2019 és un supermercat del grup Lidl, el més gran d'Espanya d'aquesta cadena d'origen alemany.

## Història i descripció
L'edifici fou construït durant la dècada de 1950 en uns terrenys de 4.500 metres quadrats al barri de Finestrelles, al peu del Puig d'Ossa i a l'entrada sud de Barcelona —per l'Avinguda Diagonal. Inicialment estava constituït d'un conjunt d'edificis de planta baixa entorn d'un ampli pati-pèrgola central amb una torrassa quadrada, i pertanyia a l'empresa Fuerzas Eléctricas de Cataluña S.A. L'any 1961 el promotor Santiago Soteras Font (Explotaciones Gastronómicas S.A., EGASA) va arrendar el local existent i va encarregar-ne una reforma a l'arquitecte Climent Maynés Cavero.
Maynés va reconvertir la torre quadrada en una de planta cilíndrica la qual va prendre la forma de molí de vent d'estil manxec, amb coberta composta de teula àrab a bona part de l'estructura i aspes de fusta i coberta de palla a les tres torres. En el projecte inicial, del mes de febrer de 1961, situà un altre molí de vent fictici en una de les entrades i va tancar el pati amb la pèrgola en afegir-hi una sèrie de dependències. A finals del mateix any, s'ampliaren les dependències i es construí un tercer molí de les mateixes característiques a la part situada més al nord de les instal·lacions.

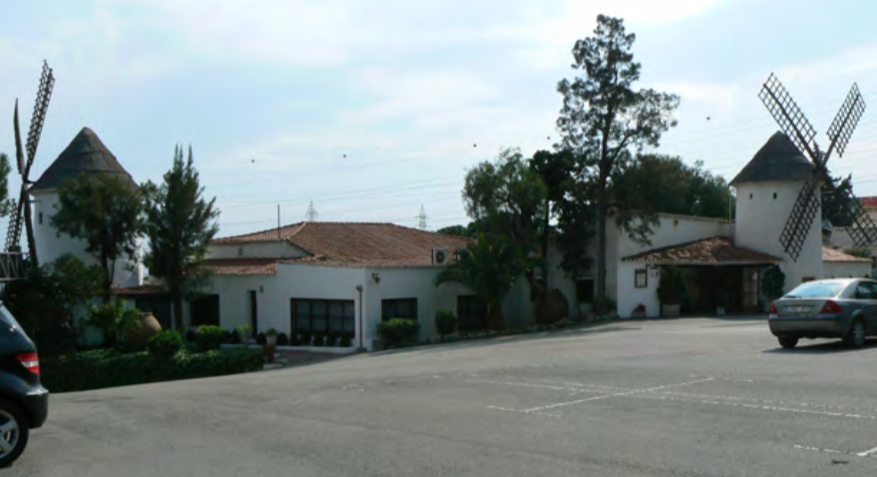
Pati interior del recinte (2006).

El conjunt, d'estil pintorequista i folklòric i amb elements atípics de l'arquitectura autòctona, fou inclòs al Catàleg Municipal de 1984 (fitxa núm. 67) i els seus molins, declarats Bé Cultural d'Interès Local. El seu estat de conservació era bo entrat el segle xxi, però durant la dècada de 2010 el seu abandonament va fer que patís un deteriorament progressiu i considerable, pendent d'una reestructuració d'ús.

## Usos
Des de la seva construcció fins a l'inici de la dècada de 1960 va ser utilitzat com una sala de festes coneguda com a Budapest i posteriorment com Las Acacias i Sacha. Després de la seva remodelació el 1961 i fins a l'any 2011 l'edifici va ser un restaurant de nom Los Tres Molinos que acollia cerimònies familiars i banquets. Després del seu tancament l'any del 50è aniversari, es va valorar la seva transformació en una discoteca (proposta que va ser finalment descartada). Posteriorment, l'empresa alemanya de supermercats alemanya Lidl va presentar una oferta de 7.5 milions d'euros per remodelar-ne l'interior, construir-hi un mirador i obrir-hi el seu establiment insígnia a Espanya l'any 2018 —preu que no incloïa l'adquisió de l'edifici, de titularitat privada, i el compromís de conservar-ne la façana catalogada.
Amb aquest canvi, els terrenys van ser requalificats de zona verda privada a equipament comercial i van passar del barri de Finestrelles (sotmès a la incògnita del polèmic Pla Caufec d'urbanització) a estar inclosos dins el barri d'El Gall. L'empresa, a canvi d'aquesta modificació d'usos, es va comprometre a promoure un espai verd de prop de 5.000 metres quadrats en aquesta zona.